# فرودگاه بین‌المللی دنور
فرودگاه بین‌المللی دنور (به انگلیسی: Denver International Airport) فرودگاهی بین‌المللی است که در شهر دنور در ایالت کلرادو واقع شده‌است.این فرودگاه بزرگترین فرودگاه ایالت متحده امریکا با مساحتی برابر ۱۳ هزار هکتار است .فرودگاه دنور در سال ۱۹۹۵ توسط معمار معروف فنترس  طراحی و ساخته شد.این فرودگاه از رشته کوه های راکی الهام گرفته شده است.
بخشی از انرژی مورد نیار این فرودگاه از طریق انرژی خورشیدی تأمین می‌گردد.

## چشم انداز شهر فرودگاهی
فرودگاه بین‌المللی دنور ششمین فرودگاه شلوغ دنیا است(۲۰۲۳) و با وسعتی بیش از شهر سانفرانسیسکو، مثال یک شهر فرودگاهی بالقوه است. این فرودگاه در سال 1995 و در 37 کیلومتری مرکز شهر دنور، توسط رهبران منطقه‌ای در دهه 1980 راه اندازی شد تا دروازه‌ای اقتصادی برای ایالت کلرادو گشوده شود. در آن زمان، فرودگاه بین المللی دنور پیشتاز فرودگاه‌هایی مانند اینچئون، ابوظبی و کوالالامپور بود که در سراسر جهان در حال ساخت و تبدیل شدن به نسل جدیدی از شهرهای فرودگاهی بودند. 
با وجود اینکه فرودگاه بین‌المللی دنور یک شهر کامل محسوب می‌شد اما ویژگی‌های یک شهر فرودگاهی با مفاهیم امروزی را نداشت. در واقع موقعیت فرودگاه و رشد اقتصادی منطقه، انگیزه‌های لازم برای چشم‌انداز عظیم و بعدی ایالت کلرادو را رقم زد: یک شهر فرودگاهی رو به رشد. به هر حال، توسعه یک شهر فرودگاهی در پیرامون فرودگاه بین‌المللی دنور، مشروط بر شرایط اقتصادی، شراکت و همکاری جدی ذیصلاحان دولتی خواهد بود. با اینکه مالکیت و اداره فرودگاه دنور بر عهده شهرداری و مقامات استانی است، اما آن‌ها نمی‌توانند و نباید به صورت یک‌جانبه درباره آینده فرودگاه و زمین‌های پیرامونی آن تصمیم‌گیری کنند. برای موفقیت شهر فرودگاهی دنور و ارائه خدمات گسترده‌تر، مقامات فوق بایستی با دو استان و سه شهر همجوار دیگر نیز همکاری داشته باشند.

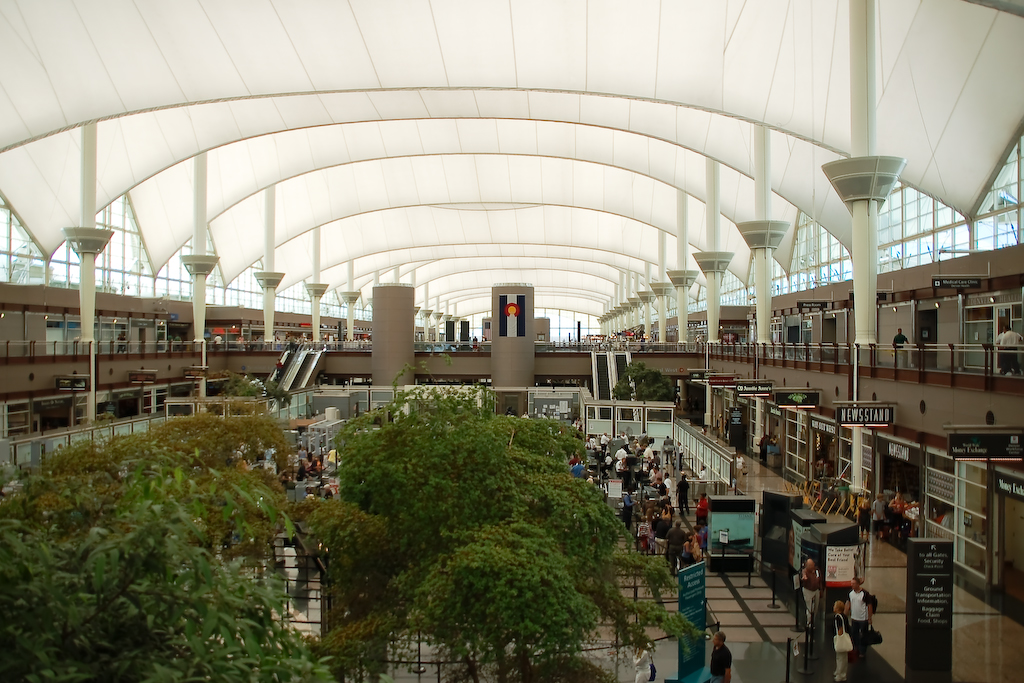
نمایی از داخل یکی از ترمینال‌های فرودگاه